# نادي سانت بولتن
نادي سانت بولتن لكرة القدم (Sportklub Niederösterreich St. Pölten) هو نادي كرة قدم نمساوي من مدينة سانت بولتن تأسس سنة 2000، يلعب حالياً في دوري بوندسليغا النمساوي.

## الإنجازات
- كأس النمسا:
  - الوصيف (1): 2013–14
- دوري الدرجة الثانية:
  - البطل (1): 2015–16

### المشاركات الأوروبية
تأهل إلى الدوري الأوروبي مرة واحدة في موسم 2014–15
| الموسم  | المنافسة        | المرحلة               | الخصم             | نتيجة الإياب | نتيجة الذهاب | النتيجة الإجمالية |
| ------- | --------------- | --------------------- | ----------------- | ------------ | ------------ | ----------------- |
| 2014–15 | الدوري الأوروبي | الدور التأهيلي الثاني | بوتيف بلوفديف     | 2–0          | 1–2          | 3–2               |
| 2014–15 | الدوري الأوروبي | الدور التأهيلي الثالث | بي إس في آيندهوفن | 2–3          | 0–1          | 2–4               |

## وصلات خارجية
- الموقع الرسمي